# St. Laurentius (Elterlein)

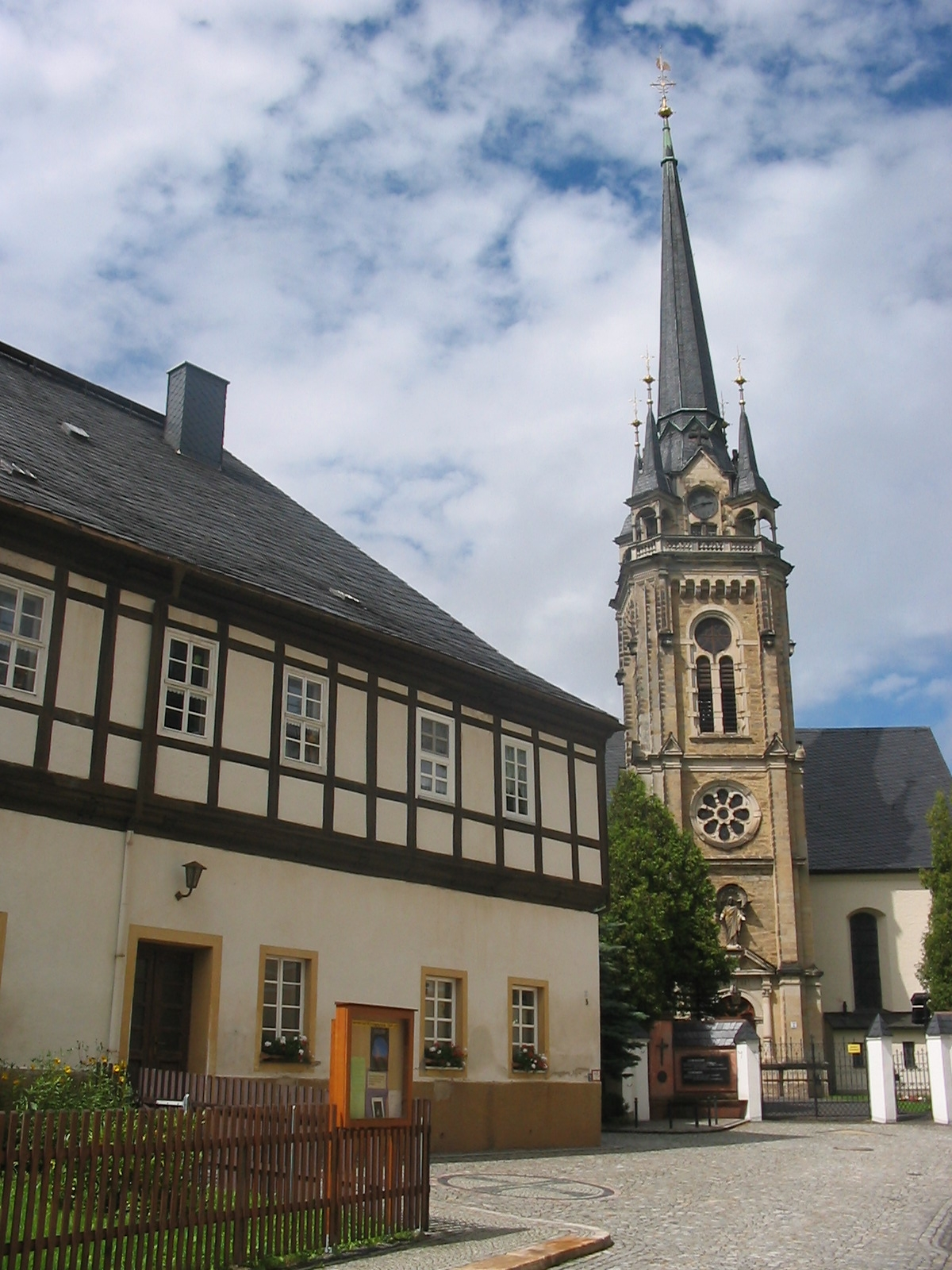
St. Laurentius in Elterlein

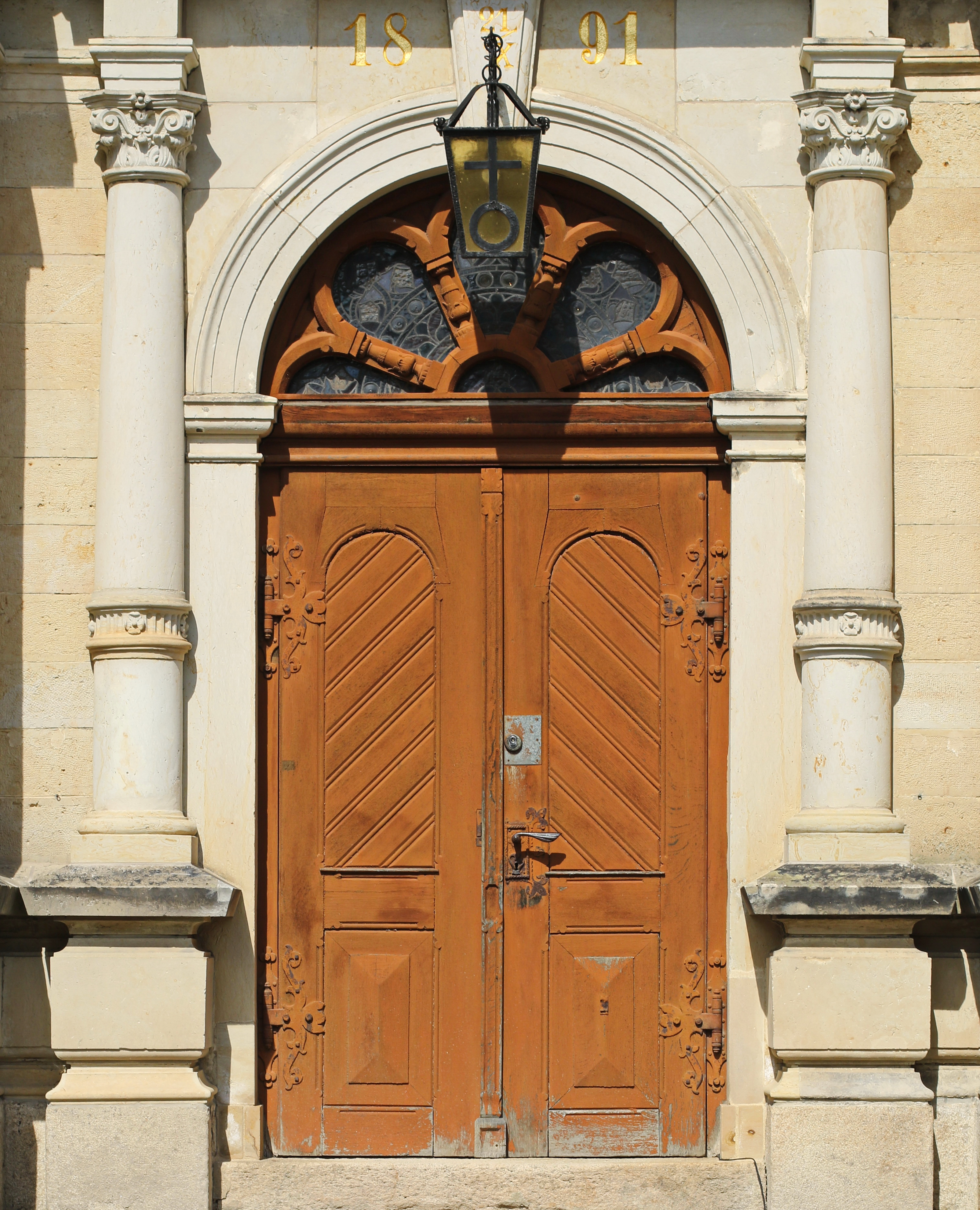
Eingangstür

Die evangelische Kirche St. Laurentius ist eine im Kern spätgotische Saalkirche in der Kleinstadt Elterlein im Erzgebirgskreis in Sachsen. Sie gehört zur Kirchengemeinde St. Laurentius (Elterlein) im Kirchenbezirk Annaberg der Evangelisch-Lutherischen Landeskirche Sachsens.

## Geschichte und Architektur
Das Bauwerk ist eine auf dem höchsten Punkt des Bergvorsprungs gelegene Emporenhalle aus Spätrenaissance und Frühbarock, aus einer spätgotischen Kirche hervorgegangen durch Umbauten nach Bränden in den Jahren 1669 und 1676. Restaurierungen wurden in den Jahren 1745–48 sowie in den Jahren 1888–89 durch Christian Gottfried Schramm durchgeführt (bei letzterer wurden der Turm von der Nord- an die Südseite versetzt und umfangreiche Veränderungen des Inneren durchgeführt), weiterhin 1896 im Innern sowie 1975–95, wobei der barocke Charakter der Kirche betont wurde.
Das Bauwerk ist ein Putzbau mit geradem Ostschluss und Dreiachtelschluss im Westen, der durch Korbbogenfenster erhellt wird; er wird vom hoch aufragenden Turm aus Sandsteinquadern mit aufwändiger Gliederung beherrscht, der als Abschluss kleine Ecktürmchen und einen langen verschieferten Helm trägt.
Im Innern ist das Bauwerk durch die einheitliche Ausstattung geprägt. 
Beide Seitenschiffe sind mit einfachen zweigeschossige Emporen ausgestattet. Die Orgelempore im Westen ragt konvex vor.
Die flache Decke wurde 1896 erneuert und ist mit barocken Elementen gestaltet, in der Mitte mit aufgelegtem Bandwerk, im Chorbereich und über der Orgel durch mit musizierenden Engeln verzierte Kassetten. Die fein gestalteten Kapitelle der Deckenstützen stoßen unvermittelt an die flache Decke, ohne die bei derartigen Bauten häufigen Unterzüge.

## Ausstattung
Das Hauptstück der Ausstattung ist ein aufwändig geschnitzter, architektonischer Altaraufbau von Raphael Günther aus dem Jahr 1662 mit fast lebensgroßen Schnitzfiguren (deren Fassung erneuert wurde); das Altarbild mit der Grablegung Christi wurde vermutlich im 19. Jahrhundert überarbeitet. Auf den seitlichen Anschwüngen sind völlig freistehend Petrus und Paulus dargestellt, im Auszug Johannes der Täufer, seitlich Jakobus der Jüngere und Andreas. Die hölzerne Kanzel aus der Mitte des 17. Jahrhunderts besteht aus dem von einer lebensgroßen Personifikation der Hoffnung (mit erneuerter Fassung) getragenen schlichten Korb sowie dem von zwei freiplastischen Engeln getragenen Schalldeckel mit vegetabiler Schnitzerei.
Die Taufe aus Sandstein ist mit kleinen Kinderfiguren verziert, die angebliche Inschrift „Sebald Tauscher 1697“ ist möglicherweise unter der heutigen Fassung verborgen. Ein vermutlich barockes Kruzifix wurde im 19. Jahrhundert überarbeitet. Ein Bornkinnel auf einer Weltkugel wurde im 17. Jahrhundert geschaffen. Zwei fast lebensgroße spätgotische Figuren vom Anfang des 16. Jahrhunderts stellen den Heiligen Laurentius und Anna Selbdritt dar. Farbglasfenster mit einer versinnbildlichten Darstellung von Christi Tod und Auferstehung stammen aus dem Jahr 1898. Mehrere gusseiserne Grabplatten stammen aus dem 17. und 18. Jahrhundert.
Die Orgel ist ein Werk von Eule Orgelbau aus dem Jahr 1895 mit 28 Registern auf zwei Manualen und Pedal.